# Dél-Korea az 1992. évi téli olimpiai játékokon
Dél-Korea a franciaországi Albertville-ben megrendezett 1992. évi téli olimpiai játékok egyik részt vevő nemzete volt. Az országot az olimpián 6 sportágban 23 sportoló képviselte, akik összesen 4 érmet szereztek. Dél-Korea első érmeit szerezte a téli olimpiai játékok történetében.

## Érmesek
| Érem  | Versenyző                                 | Sportág                    | Versenyszám        |
| ----- | ----------------------------------------- | -------------------------- | ------------------ |
| Arany | Kim Kihun                                 | Rövidpályás gyorskorcsolya | Férfi 1000 m       |
| Arany | Kim Kihun I Csunho Szong Csegun Mo Csiszu | Rövidpályás gyorskorcsolya | Férfi 5000 m váltó |
| Ezüst | Kim Junman                                | Gyorskorcsolya             | Férfi 1000 m       |
| Bronz | I Csunho                                  | Rövidpályás gyorskorcsolya | Férfi 1000 m       |

## Alpesisí
Férfi
| Versenyző     | Versenyszám            | 1. futam | 1. futam | 2. futam      | 2. futam      | Összesítés | Összesítés |
| Versenyző     | Versenyszám            | Idő      | Hely.    | Idő           | Hely.         | Idő        | Helyezés   |
| ------------- | ---------------------- | -------- | -------- | ------------- | ------------- | ---------- | ---------- |
| Choi Yong-Hee | Lesiklás               |          |          |               |               | 2:04,85    | 39.        |
| Choi Yong-Hee | Műlesiklás             | 1:00,76  | 51.      | 1:02,29       | 41.           | 2:03,05    | 40.        |
| Choi Yong-Hee | Óriás-műlesiklás       | 1:17,53  | 70.      | nem ért célba | nem ért célba | kiesett    | kiesett    |
| Choi Yong-Hee | Szuperóriás-műlesiklás |          |          |               |               | 1:22,75    | 63.        |
| Ho Szonguk    | Műlesiklás             | 1:01,19  | 52.      | nem ért célba | nem ért célba | kiesett    | kiesett    |
| Ho Szonguk    | Óriás-műlesiklás       | 1:13,99  | 56.      | kizárták      | kizárták      | kiesett    | kiesett    |
| Ho Szonguk    | Szuperóriás-műlesiklás |          |          |               |               | 1:20,96    | 54.        |

| Versenyző     | Versenyszám | Lesiklás | Lesiklás | Lesiklás | Műlesiklás    | Műlesiklás    | Műlesiklás | Műlesiklás | Műlesiklás | Műlesiklás | Műlesiklás | Összesítés | Összesítés |
| Versenyző     | Versenyszám | Lesiklás | Lesiklás | Lesiklás | 1. futam      | 1. futam      | 2. futam   | 2. futam   | Össz.      | Össz.      | Össz.      | Összesítés | Összesítés |
| Versenyző     | Versenyszám | Idő      | Pont     | Hely.    | Idő           | Hely.         | Idő        | Hely.      | Idő        | Pont       | Hely.      | Pont       | Helyezés   |
| ------------- | ----------- | -------- | -------- | -------- | ------------- | ------------- | ---------- | ---------- | ---------- | ---------- | ---------- | ---------- | ---------- |
| Choi Yong-Hee | Összetett   | 1:55,68  | 109,17   | 47.      | 1:02,06       | 35.           | 58,91      | 26.        | 2:00,97    | 112,43     | 33.        | 221,60     | 32.        |
| Ho Szonguk    | Összetett   | 1:55,27  | 104,99   | 46.      | nem ért célba | nem ért célba | kiesett    | kiesett    | kiesett    | kiesett    | kiesett    | kiesett    | kiesett    |

## Biatlon
Férfi
| Versenyző                                              | Versenyszám      | Lövőhiba | Időeredmény | Helyezés |
| ------------------------------------------------------ | ---------------- | -------- | ----------- | -------- |
| Hong Pjongszik                                         | 10 km sprint     | 3        | 32:59,2     | 84.      |
| Hong Pjongszik                                         | 20 km egyéni     | 4        | 1:15:06,7   | 87.      |
| Jang Dong-Lin                                          | 10 km sprint     | 4        | 34:44,2     | 88.      |
| Jang Dong-Lin                                          | 20 km egyéni     | 7        | 1:17:06,9   | 88.      |
| Kim Woon-Ki                                            | 10 km sprint     | 2        | 35:05,8     | 89.      |
| Han Myung-Hee                                          | 10 km sprint     | 5        | 35:48,9     | 90.      |
| Han Myung-Hee                                          | 20 km egyéni     | 8        | 1:19:28,1   | 89.      |
| Kim Woon-Ki Hong Pjongszik Jang Dong-Lin Han Myung-Hee | 4 × 7,5 km váltó | 1        | 1:47:24,4   | 21.      |

## Gyorskorcsolya
Férfi
| Versenyző        | Versenyszám | Eredmény | Helyezés |
| ---------------- | ----------- | -------- | -------- |
| Kim Junman       | 500 m       | 37,60    | 10.      |
| Kim Junman       | 1000 m      | 1:14,86  |          |
| Csegal Szongljol | 500 m       | 37,71    | 12.      |
| Csegal Szongljol | 1000 m      | 1:17,34  | 26.*     |
| I Inhun          | 500 m       | 38,74    | 31.*     |
| I Inhun          | 1000 m      | 1:19,08  | 39.      |
| O Jongszok       | 1500 m      | 2:02,17  | 39.      |
| O Jongszok       | 5000 m      | 7:25,31  | 23.      |

Női
| Versenyző | Versenyszám | Eredmény | Helyezés |
| --------- | ----------- | -------- | -------- |
| Ju Szonhi | 500 m       | 41,28    | 9.       |
| Ju Szonhi | 1000 m      | 1:23,49  | 11.      |

* - egy másik versenyzővel azonos eredményt ért el

## Műkorcsolya
| Versenyző     | Versenyszám  | Rövid program     | Rövid program | Rövid program | Kűr               | Kűr     | Kűr         | Összesítés         | Összesítés |
| Versenyző     | Versenyszám  | Több. hely. száma | Hely.         | Hely. pont.   | Több. hely. száma | Hely.   | Hely. pont. | Helyezési pontszám | Helyezés   |
| ------------- | ------------ | ----------------- | ------------- | ------------- | ----------------- | ------- | ----------- | ------------------ | ---------- |
| Csong Szongil | Férfi egyéni | 5×21+             | 21.           | 10,5          | 5×20+             | 21.     | 21,0        | 31,5               | 21.        |
| Lee Eun-Hee   | Női egyéni   | 9×28+             | 28.           | 14,0          | kiesett           | kiesett | kiesett     | kiesett            | kiesett    |

## Rövidpályás gyorskorcsolya
Férfi
| Versenyző                                 | Versenyszám  | Előfutam | Előfutam | Negyeddöntő | Negyeddöntő | Elődöntő | Elődöntő | B döntő | B döntő | Döntő   | Döntő   | Helyezés |
| Versenyző                                 | Versenyszám  | Idő      | Hely.    | Idő         | Hely.       | Idő      | Hely.    | Idő     | Hely.   | Idő     | Hely.   | Helyezés |
| ----------------------------------------- | ------------ | -------- | -------- | ----------- | ----------- | -------- | -------- | ------- | ------- | ------- | ------- | -------- |
| Kim Kihun                                 | 1000 m       | 1:33,79  | 1.       | 1:32,67     | 1.          | 1:32,12  | 1.       |         |         | 1:30,76 | 1.      |          |
| I Csunho                                  | 1000 m       | 1:39,30  | 2.       | 1:33,51     | 1.          | 1:31,27  | 1.       |         |         | 1:31,16 | 3.      |          |
| Szong Csegun                              | 1000 m       | 1:37,86  | 3.       | kiesett     | kiesett     | kiesett  | kiesett  | kiesett | kiesett | kiesett | kiesett | 20.      |
| Kim Kihun I Csunho Szong Csegun Mo Csiszu | 5000 m váltó |          |          | 7:14,07     | 1.          | 7:20,57  | 1.       |         |         | 7:14,02 | 1.      |          |

Női
| Versenyző   | Versenyszám | Előfutam | Előfutam | Negyeddöntő | Negyeddöntő | Elődöntő | Elődöntő | B döntő | B döntő | Döntő   | Döntő   | Helyezés |
| Versenyző   | Versenyszám | Idő      | Hely.    | Idő         | Hely.       | Idő      | Hely.    | Idő     | Hely.   | Idő     | Hely.   | Helyezés |
| ----------- | ----------- | -------- | -------- | ----------- | ----------- | -------- | -------- | ------- | ------- | ------- | ------- | -------- |
| Cson Ikjong | 500 m       | 48,18    | 2.       | 48,25       | 3.          | kiesett  | kiesett  | kiesett | kiesett | kiesett | kiesett | 12.      |
| Kim Szohi   | 500 m       | 50,99    | 1.       | 54,90       | 3.          | kiesett  | kiesett  | kiesett | kiesett | kiesett | kiesett | 9.       |

## Sífutás
Férfi
| Versenyző                                            | Versenyszám         | Eredmény      | Helyezés      |
| ---------------------------------------------------- | ------------------- | ------------- | ------------- |
| Park Byung-Chul                                      | 10 km               | 31:10,0       | 40.           |
| Park Byung-Chul                                      | 15 km üldözőverseny | 45:20,4       | 51.           |
| Park Byung-Chul                                      | 30 km               | 1:33:01,8     | 55.           |
| An Jin-Soo                                           | 10 km               | 34:26,4       | 77.           |
| An Jin-Soo                                           | 15 km üldözőverseny | 53:14,2       | 79.           |
| An Jin-Soo                                           | 30 km               | 1:40:24,7     | 70.           |
| Kim Kwang-Rae                                        | 10 km               | 35:26,8       | 85.           |
| Kim Kwang-Rae                                        | 15 km üldözőverseny | 53:51,4       | 81.           |
| Kim Kwang-Rae                                        | 30 km               | 1:41:34,4     | 71.           |
| Wi Jae-Wook                                          | 10 km               | 36:53,7       | 95.           |
| Wi Jae-Wook                                          | 15 km üldözőverseny | 55:39,1       | 86.           |
| Wi Jae-Wook                                          | 30 km               | nem ért célba | nem ért célba |
| Park Byung-Chul An Jin-Soo Kim Kwang-Rae Wi Jae-Wook | 4 × 10 km váltó     | 2:01:01,4     | 15.           |